# Athyma opalina
Athyma opalina is een vlinder uit de onderfamilie Limenitidinae van de familie Nymphalidae. De wetenschappelijke naam van de soort is, als Limenitis opalina, voor het eerst geldig gepubliceerd in 1848 door Vincenz Kollar.